# دير القديس ريمي
دير سانت ريمي (بالفرنسية: Basilique Saint-Remi de Reims ؛ بالإنجليزية: Abbey of Saint-Remi) هو دير يقع في مدينة ريمس، فرنسا. تأسس ككنيسة في بادئ الأمر في القرن السادس. يحتوي منذ عام 1099 على قطع أثرية تعود للقديس ريمي (الذي توفي عام 553)، وهو أسقف ريمس الذي اعتنق كلوفيس الأول ملك الفرنجة المسيحية على يديه في عيد الميلاد عام 496. تم إدراج الدير على قائمة التراث العالمي لليونسكو عام 1991، إلى جانب قصر تو، و كاتدرائية ريمس.

## التاريخ
تعود أصول تأسيس الدير ككنيسة صغيرة إلى القرن السادس لتكون مخصصة للقديس كريستوفر، وكان نجاحها مبنى على احتواءها على قطع أثرية تعود للقديس ريمي من عام 553. وبحلول القرن التاسع كان الدير يحوي حوالي سبعمائة مجالا، حيث كان ربما الأغنى في فرنسا. وكان يبدو أن الكهنة العلمانيين هم من كان أوصياء على آثار الكنسية، ولكن البينديكتيون أخذوا على عاتقهم هذه المهم بعدهم. وفي الفترة من 780-945 شغل مطارنة ريمس منصب رؤساء الدير.

## التصميم
كانت البازيليكا الحالية هي كنيسة الدير، وقد قام البابا لاوون التاسع بوقفها في عام 1049. ويُعتبر الصحن أقدم أجزاء البناء، حيث يعود إلى القرن الحادي عشر، بينما تُعد واجهة المجاز الجنوبي الأكثر حداثة.

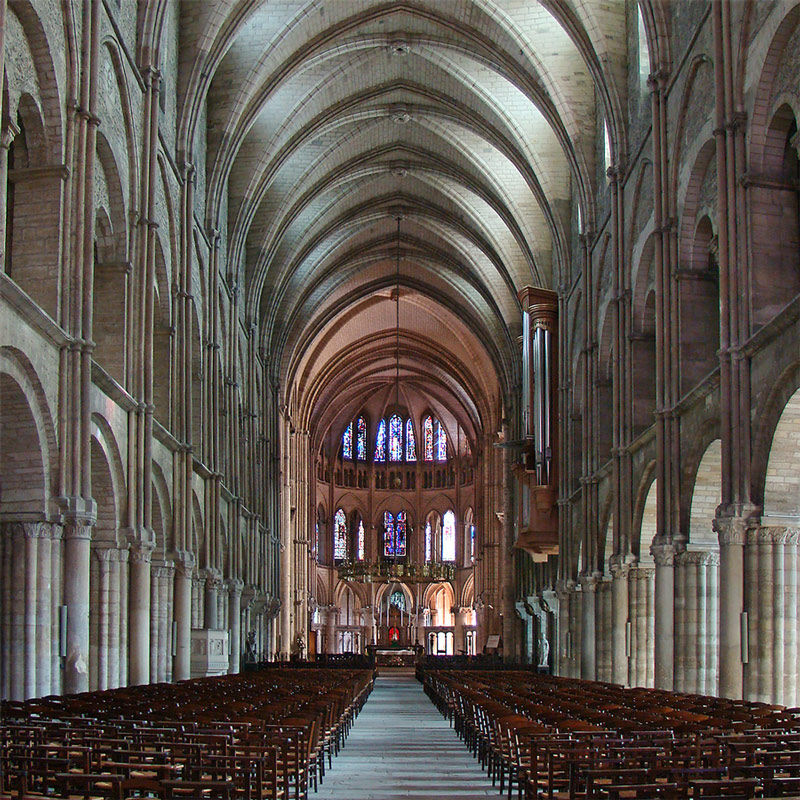
صحن الكنيسة
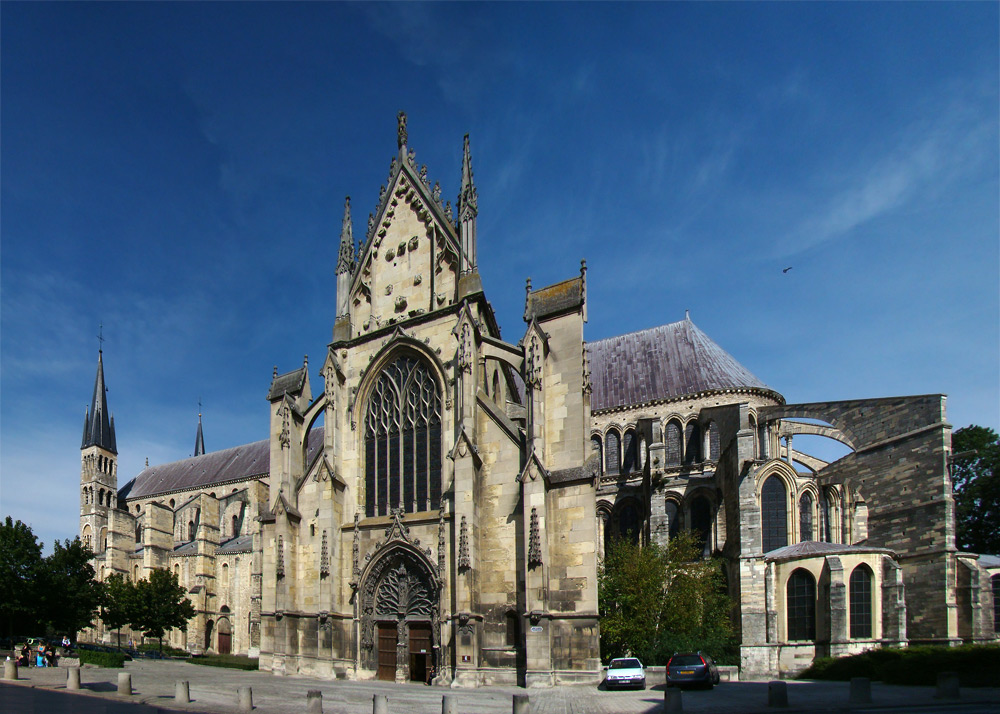
الواجهة الجنوبية
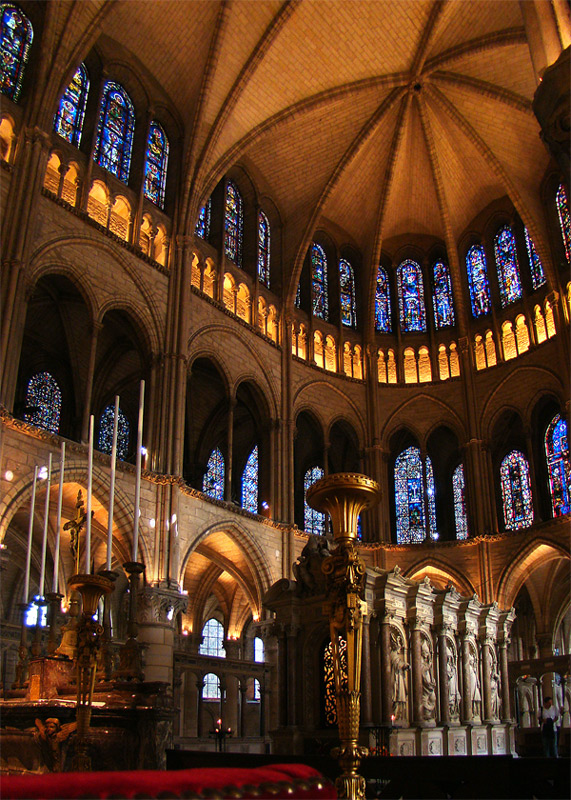
الجوقة
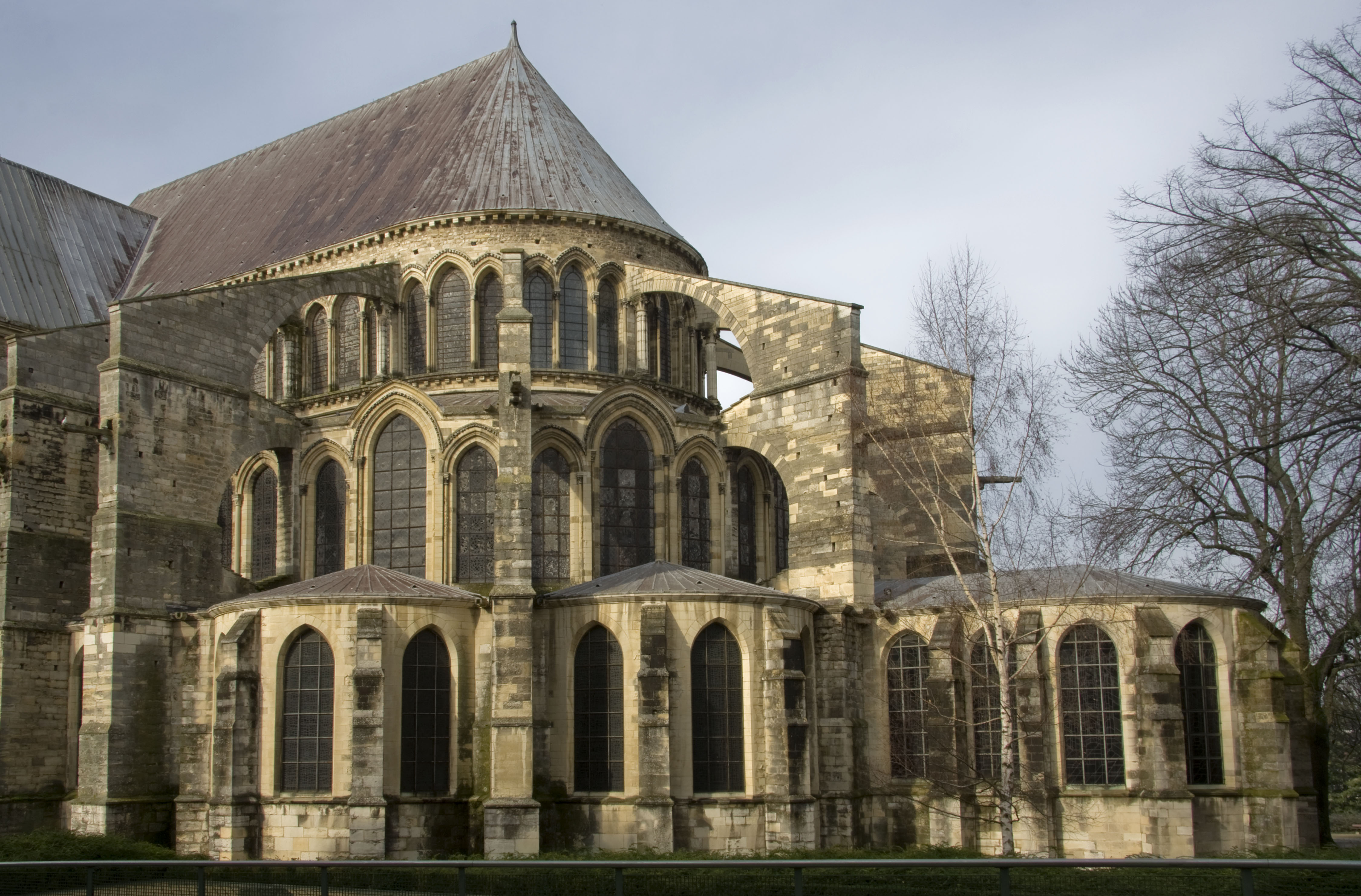
الجوقة من الجنوب الشرقي